# Fondo Clinton Bush Haití
El Fondo Clinton Bush Haití (en inglés: Clinton Bush Haiti Fund) es una organización caritativa creada el 16 de enero de 2010, por los ex-presidentes de Estados Unidos Bill Clinton y George W. Bush, para ayudar a las víctimas del terremoto de 2010 en Haití. La organización fue creada en respuesta a la petición del presidente de Estados Unidos Barack Obama hacia los expresidentes para ayudar en las labores de rescate de las víctimas del terremoto. El objetivo fundamental de la organización es suministrar de alimentos, agua y elementos de primeros auxilios "para ayudar al pueblo haitiano a reclamar su país y reconstruir sus vidas".